# Zhou (subdivisão de país)

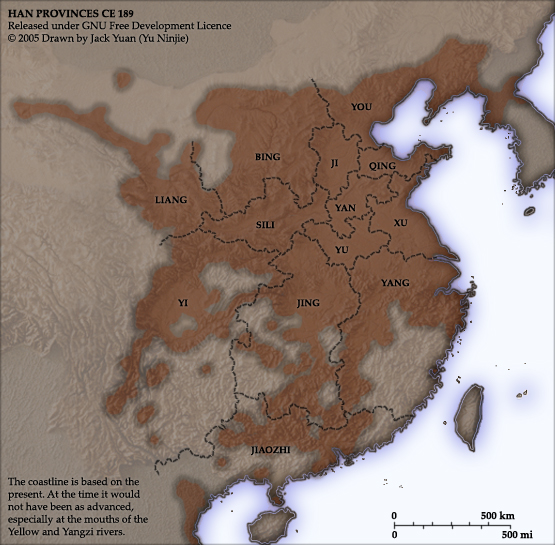
Dinastia Han zhou em CE 189

Zhou (chinês: 州, pinyin: zhōu) foram divisões políticas históricas da China. Formalmente estabelecido durante a Dinastia Han, zhou continuou a existir até o estabelecimento de Taiwan—um período de mais de 2000 anos. Zhou também foram usados anteriormente em Coreia (Coreano: 주, ju), Vietnã (vietnamita: châu), e Japão (Hepburn: shū).
Zhou é tipicamente processado por vários termos na língua inglesa:
- O grande zhou antes da dinastia Tang e em países diferentes da China são chamados de "províncias"
- O menor "zhou" durante e após a dinastia Tang são chamados de "prefeituras"[carece de fontes?]
- O  zhou  da dinastia Qing também é chamado de "independente" ou "departamentos dependentes", dependendo do seu nível.[carece de fontes?]

Um mapa médio de Qing das Províncias Zhejiang, com todas as capitais da prefeitura indicadas (杭州府 Hangzhou-fu, 温州府 Wenzhou-fu, 金华府 Jinhua-fu, etc.). O sul está no topo.

A dinastia Tang também estabeleceu fǔ (府, "prefeituras"), zhou de especial importância, como capitais e outras grandes cidades.[carece de fontes?]  Pelo Ming e Qing, fǔ tornaram-se divisões predominantes nas províncias chinesas. A palavra fǔ (府) estava tipicamente ligado ao nome da capital de cada prefeitura, assim, tanto os mapas chineses quanto os ocidentais e as obras geográficas costumavam chamar as cidades respectivas Hangzhou-fu, Wenzhou-fu, Wuchang-fu, etc.
Após a Restauração Meiji, fu também foi usado em japonês para as urbanas prefeituras das cidades mais importantes, hoje, ainda é usado nos nomes japoneses para Osaka e Quioto (prefeitura).
Na China moderna, zhou hoje existe apenas na designação "prefeitura autônoma" (chinês simplificado: 自治州, pinyin: zì zhì zhōu), áreas administrativas para minorias designadas da China. No entanto, zhou deixou uma grande marca no nome do locais da China, incluindo a província de Guizhou e as principais cidades de Guangzhou, Fuzhou, Hangzhou, Lanzhou e Suzhou, entre muitos outros. Do mesmo modo, embora as províncias modernas coreanas, vietnamitas e japonesas não sejam mais designadas por cognados "zhou", os termos mais antigos sobrevivem em vários nomes de lugares, nomeadamente as ilhas japonesas de Honshu e Kyushu, a província coreana Jeju-do e Lai Châu no Vietnã.

## História
Zhou foi mencionado pela primeira vez em antigos textos chineses, nomeadamente o Yu Gong ou Tribute of Yu, seção do Livro de Documentos. Todos concordaram com a divisão da China em nove zhou, embora diferissem em seus nomes e posição. Estes  zhou  eram conceitos geográficos, não entidades administrativas.
A dinastia Han foi a primeira a formalizar o  zhou nas atuais divisões administrativas, estabelecendo 13 zhou em toda a China. Porque estas zhou eram as maiores divisões da China na época, elas geralmente são traduzidos como "províncias". Após a Dinastia Han, no entanto, o número de  zhou  começou a aumentar. No momento da dinastia Sui, havia mais de cem "zhou" em toda a China.
As dinastias Sui e Tang mesclou zhou com o próximo nível abaixo, o comanderias ou jùn(郡). A Tang também adicionou outro nível no topo: o circuito ou dào (道). Doravante, zhou foram baixados para o status de segundo nível. Posteriormente, zhou continuou a sobreviver como divisões políticas de segundo ou terceiro nível até a dinastia Qing.
A República da China aboliu  zhou  completamente, deixando a palavra apenas nos nomes de cidades como Guangzhou e Hangzhou. A República Popular da China reciclou o nome, usando-o para se referir às prefeituras autônomas concedido a várias etnias.